# Église Saint-Romain de Lastreilles
L’église Saint-Romain est située sur le territoire de la commune Saint-Front-sur-Lémance, dans le département de Lot-et-Garonne (Nouvelle-Aquitaine), en France.

## Historique
Lastreilles est un castrum mentionné en 1271. Il est situé à mi-chemin de Saint-Front-sur-Lémance et de Bonaguil. Le site de ce castrum se trouvait à 450 m de l'église Saint-Romain. Il est probable que la paroisse a précédé le castrum. Au début du XVIe siècle, et peut-être avant, l'église de Bonaguil était son annexe.
L'église a été construite au XIe siècle. 
La chapelle des Salles-Lomagne située au nord a été construite en 1521 (date portée sur chapiteau et inscription commémorative). 
La voûte de la nef et le clocher ont été reconstruits en 1879 d'après les plans de l'architecte de l'arrondissement Adolphe Gilles par le maçon Jean Carles. On a une mention en 1898 de l'ancienne toiture en lauzes de la chapelle nord qui était directement posée sur les reins de la voûte. La sacristie a été reconstruite en 1899 par l'entrepreneur Boursinhac.
L'église Saint-Romain a été inscrite au titre des monuments historiques en 1950,.

## Description
L'église est à nef unique à 4 travées terminée par un chevet en abside plus étroit que la nef. Un bas-relief du XVIe siècle aux armes des Fumel-Montaigu, seigneurs de Lastreilles, est utilisé en remploi dans l'autel latéral nord.
La chapelle nord est à deux travées voûtées en croisées d'ogives. À la clé de voûte on peut voir une coquille Saint-Jacques. Les culs-de-lampe supportant les ogives sont ornés de dragons.